# Parafia Matki Bożej Częstochowskiej w Trzemesnej
Parafia Matki Bożej Częstochowskiej w Trzemesnej – parafia rzymskokatolicka, znajdująca się w diecezji tarnowskiej, w dekanacie Tarnów Wschód.